# Wachtang Kikabidze
Wachtang Kikabidze, ps. „Buba”, gruz. ვახტანგ „ბუბა” კიკაბიძე, ros. Вахтанг Константинович Кикабидзе (ur. 19 lipca 1938 w Tbilisi, zm. 15 stycznia 2023) – gruziński artysta estradowy, aktor, piosenkarz, autor piosenek, scenarzysta, pisarz, producent, działacz polityczny; Ludowy Artysta Gruzińskiej SRR (1980), Zasłużony Artysta Ukrainy (2013).

## Życiorys
Gruziński aktor narodowy, zdobywca nagrody państwowej ZSRR, zwycięzca różnych międzynarodowych targów piosenki i festiwali filmowych. Kawaler odznaczeń na cześć króla Wachtanga Gorgasali (Nikołaja Wondermongera i Krzyża Kawalerskiego św. Konstantyna Wielkiego). W 1999 roku w Moskwie otrzymał gwiazdę na „Star Square”. W kinematografii stworzył wielu wybitnych aktorów, którzy stali się bardzo popularni. Jego ostatni film, „Fortuna” (2000), został nakręcony z producentem Georgi Danelia w 2000 roku. Nieustannie jeździł w trasy. Jako scenarzysta i producent zrealizował dwa filmy fabularne: „Bądź zdrów, kochany” (w 1983 zdobył Grand Prix na międzynarodowym festiwalu komediowym w Gabrowie w Bułgarii) oraz „Mężczyźni i wszyscy inni”. Od 1996 roku ma hasło w międzynarodowej encyklopedii Who is who.
W roku 1957 ukończył studia na uniwersytecie w Tbilisi, a następnie kontynuował naukę w Instytucie Języków Obcych. W 1966 zadebiutował w filmie, występując w obrazie „Spotkania w górach” (reż. I. Saniszwili). W tym samym roku związał się z zespołem Orera, w którym śpiewał i grał na instrumentach perkusyjnych. Za tytułową rolę w filmie Mimino Georgija Danelii otrzymał w 1978 Nagrodę Państwową ZSRR. W 2008 roku władze rosyjskie przyznały mu Order Przyjaźni, ale z powodu konfliktu zbrojnego między Federacją Rosyjską a Gruzją artysta orderu nie przyjął, i od tego czasu nie przyjeżdżał już do Rosji z koncertami. 
Wygrywał w konkursach piosenki i festiwalach filmowych. Honorowy obywatel miasta Tbilisi, kawaler odznaczeń im. króla Wachtanga Gorgasalego.
W 2008 odznaczony Orderem Zwycięstwa Świętego Jerzego.
Żonaty w 1965 z Iriną G. Kebadze, miał dwoje dzieci i trójkę wnucząt.
Od 2020 r. poseł do parlamentu Gruzji; w 2022 r. potępił inwazję Rosji na Ukrainę.